# Kurznasen-Dornhai
Der Kurznasen-Dornhai (Squalus megalops) ist eine Art der Haie und gehört zur Ordnung der Dornhaiartigen (Squaliformes). Er erreicht eine maximale Körperlänge von etwa 77 Zentimetern und ist im östlichen Atlantik vor den Küsten Europas, Afrikas und im Mittelmeer, an den Küsten Afrikas südlich der Sahara und um Madagaskar sowie im westlichen Pazifik vor den Küsten Ostasiens und Australiens verbreitet.

## Aussehen und Merkmale
Der Kurznasen-Dornhai ist ein vergleichsweise kleiner Hai mit einer maximalen Körperlänge von etwa 77 Zentimetern. Die Jungtiere werden mit einer Länge von 23 bis 25 Zentimetern geboren; die Männchen erreichen die Geschlechtsreife mit 34 bis 51 Zentimetern und die Weibchen mit 37 bis 62 Zentimetern Körperlänge. Es handelt sich um einen schlanken Hai mit der typischen Körperform eines Dornhais. Er ist oberseits graubraun bis dunkelbraun gefärbt und besitzt keine weiße Zeichnung oder Fleckung. Die Bauchseite ist weiß. Die oberen Spitzen der Rückenflossen sowie die oberen und unteren Spitzen der Schwanzflosse besitzen eine dunkelgraue bis schwarze Färbung, die Brust- und Bauchflossen sind am hinteren Rand weiß. Es sind seltene Fälle von Albinismus nachgewiesen.
Der Kopf ist breit mit einer langen und breiten Schnauze. Die Nasenklappen, die die Nasenlöcher teilweise bedecken, besitzen eine kurze mediane Bartel. Das Maul ist von der Bauchseite betrachtet fast gerade und bildet nur einen leichten Bogen, die Labialfalten sind lang. Wie alle Arten der Familie besitzen die Tiere fünf Kiemenspalten, die alle vor den Brustflossen liegen, und haben ein Spritzloch hinter dem Auge. Die Augen und auch die Spritzlöcher sind vergleichsweise groß. Der Hai besitzt zwei Rückenflossen mit den ordnungstypischen Stacheln davor, jedoch keine Afterflosse. Die erste Rückenflosse ist größer als die zweite und beginnt über der Innenkante der Brustflossen. Die Dornen vor den Rückenflossen sind vergleichsweise kurz bis mittellang ausgebildet. Die Brustflossen sind relativ groß, das freie hintere Ende ist spitz zulaufend. Der hintere Rand der Bauchflossen ist konkav ausgebildet. Die Schwanzkiele sind kurz und es ist keine Schwanzkerbe vorhanden. Der obere Lobis der Schwanzflosse ist relativ lang, der untere vergleichsweise kurz.
Die Haie besitzen sowohl im Ober- wie auch im Unterkiefer 11 bis 13 Zähne, hinter denen wie bei fast allen Haien weitere Zähne vorhanden sind. Die Zähne des Oberkiefers sind vergleichsweise klein. Sie sitzen schräg, fast horizontal, im Oberkiefer und besitzen eine Spitze und gesägte Kanten. Sie sind überlappend und bilden eine Art „Sägeblatt“. Die Zähne des Unterkiefers sind ähnlich gebaut und angeordnet.

## Verbreitung

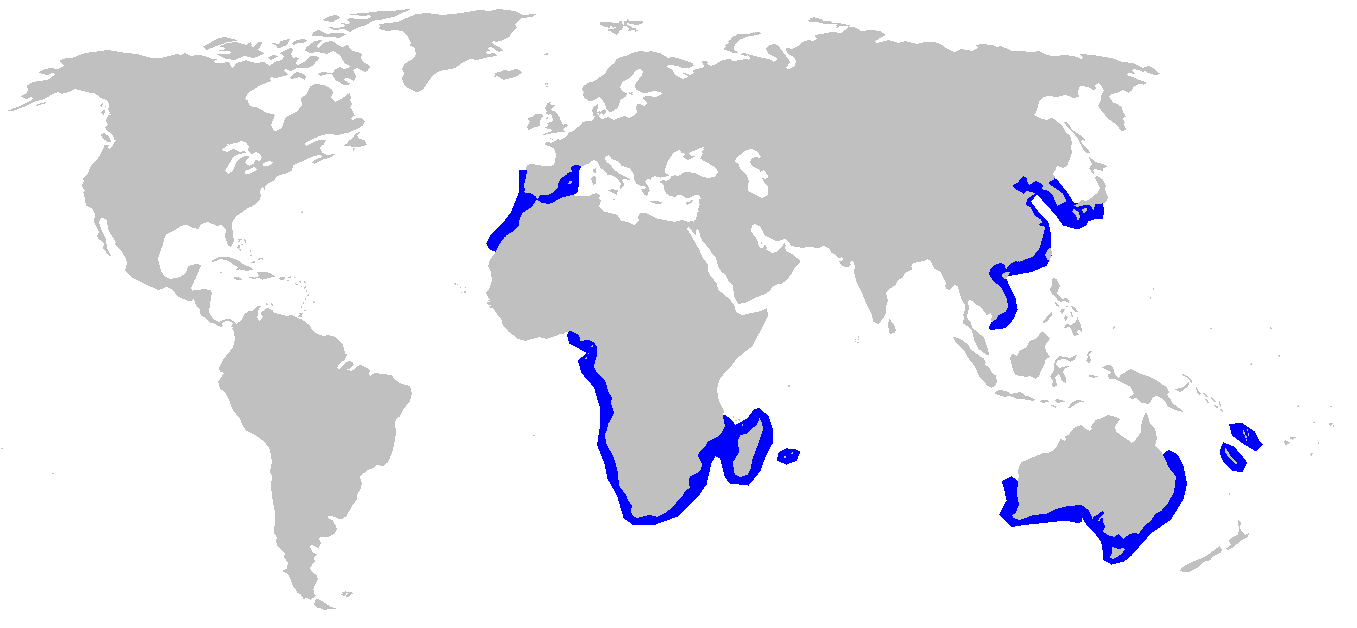
Verbreitungsgebiete des Kurznasen-Dornhais

Das Verbreitungsgebiet des Kurznasen-Dornhais umfasst zahlreiche Meeresregionen des Atlantischen, Indischen und Pazifischen Ozeans. Er ist im östlichen Atlantik vor den Küsten Europas und Afrikas, im Mittelmeer, an den Küsten Afrikas südlich der Sahara und um Madagaskar sowie im westlichen Pazifik vor den Küsten Ostasiens, Australiens, Neukaledoniens und um die Neuen Hebriden nachgewiesen. Im Mittelmeer kommt er nur selten und nur im westlichen Teil vor. Offiziell ist er dort nur mit zwei Exemplaren nachgewiesen, von denen ein Männchen 1894 vor Melilla, Marokko, und ein Weibchen 1900 vor der Küste von Formentera gefangen wurden. Wahrscheinlich wandern vereinzelt Tiere über die Straße von Gibraltar ein; eine Fortpflanzung im Mittelmeer ist nicht nachgewiesen.

## Lebensweise
Der Kurznasen-Dornhai lebt küstennah im Bereich des Kontinentalschelfs und am Ozeanboden der oberen Kontinentalhänge in Tiefen von bis zu 730 Metern. Die Tiere sind sozial und bilden häufig größere Schulen, die sowohl gemischtgeschlechtlich wie auch eingeschlechtlich sein können; sie können jedoch auch einzeln vorkommen. Sie sind aktive, jedoch langsame Schwimmer und ernähren sich von kleineren Knochenfischen und Haien kleinerer Arten, Kopffüßern, Krebstieren, Borstenwürmern und anderen wirbellosen Tieren.
Die Tiere sind ovovivipar, sie gebären also lebende Nachkommen, die sich im Mutterleib aus den Eiern ohne Plazenta entwickeln (aplazental vivipar). Die Dauer der Trächtigkeit ist unbekannt, sie wird auf zwei Jahre geschätzt. Ausgewachsene Weibchen sind offenbar ununterbrochen reproduktiv, ohne eine Lücke zwischen den Tragzeiten. Die Geburten finden wahrscheinlich über das gesamte Jahr statt, zumindest bei afrikanischen Populationen wurde keine Saisonalität nachgewiesen. Sie ernähren sich während der Entwicklung im Uterus durch einen Dottersack, den sie auch bei der Geburt noch besitzen und der sich später abbaut. Die Junghaie werden in flachen Schelfgebieten geboren; ein Weibchen gebiert dabei ein bis sechs, meist zwei bis vier, Jungtiere. Nach der Geburt leben die Jungtiere pelagial im Bereich der Geburtsgebiete. Die Geschlechtsreife erreichen die Männchen mit etwa 15 Jahren, die Weibchen mit etwa 22 Jahren.

## Systematik
Der Kurznasen-Dornhai ist eine eigenständige Art innerhalb der Dornhaie der Gattung Squalus. Er wurde 1881 durch den Zoologen William John Macleay wissenschaftlich beschrieben. Teilweise wird angenommen, dass die aktuell als Squalus megalops anerkannten Populationen aus unterschiedlichen Meeresgebieten mehrere sehr nahe verwandte unterschiedliche Arten eines Artenkomplexes sind und entsprechend nicht zu einer einzelnen Art gehören.

## Gefährdung und Schutz
Der Kurznasen-Dornhai ist in der Roten Liste der IUCN nicht in eine Gefährdungskategorie eingeordnet und wird aufgrund der Datenlage als „data deficient“ gelistet. Er wird in vergleichsweise großen Mengen mit Grundschleppnetzen und auch mit Leinen und Maschennetzen gefangen, teils als Beifang und teils auch für kommerzielle Zwecke. Sein Verbreitungsgebiet umfasst einige stark befischte Gebiete, etwa vor Südost-Australien. Jedoch wurden bisher keine signifikanten Rückgänge dokumentiert, und er ist in diesem Gebiet vergleichsweise zahlreich und häufig anzutreffen. Es gibt zudem große Gebiete um Südaustralien, in denen die Art nicht vom Fischfang betroffen ist, darunter ein großes Gebiet vor der nördlichen Westküste, das für den Haifischfang gesperrt ist. Folglich wird die Art in Australien als ungefährdet eingeschätzt; lokal kann der Fischereidruck jedoch die Bestände beeinträchtigen.

## Belege
1. 1 2 3 4 5 6 7  Leonard Compagno, Marc Dando, Sarah Fowler: Sharks of the World. Princeton Field Guides, Princeton University Press, Princeton und Oxford 2005; S. 76, ISBN 978-0-691-12072-0
2. 1 2 3 4 5 6 7 8 9 10  Alessandro de Maddalena, Harald Bänsch: Haie im Mittelmeer, Franckh-Kosmos Verlags-GmbH, Stuttgart 2005; S. 100–101, ISBN 3-440-10458-3
3. 1 2  Kurznasen-Dornhai auf Fishbase.org (englisch)
4. 1 2 3 4 5 6 7  Squalus megalops in der Roten Liste gefährdeter Arten der IUCN 2003. Eingestellt von: R.D. Cavanagh, T.J. Lisney, 2009. Abgerufen am 17. Mai 2020.